# Луїджі Ферраріс
Луїджі Фераріс (італ. Luigi Ferraris, 18 листопада 1887, Флоренція — 23 серпня 1915, Монте-Маджіо) — італійський футболіст, інженер і військовий.

## Біографія
Народився у Флоренції, але його сім'я походила із Салуццо, П'ємонт. В 1902 році почав грати за футбольний клуб «Дженоа», провівши в ньому всю свою кар'єру. У 1904 році у складі резервної команди «Дженоа» він став переможцем другого дивізіону чемпіонату, обігравши в фіналу резервістів «Ювентуса» з рахунком 4:0. У 1907 року потрапив до складу першої команди «Дженоа» і дебютував за неї у дербі, зіграному 13 січня 1907 року проти «Андреа Дорії». Загалом виступав за клуб до 1911 року, коли завершив ігрову кар'єру.
У 1906—1911 роках навчався в Міланському технічному університеті. Після закінчення навчання працював у компаніях Officine Elettriche Genovesi (OEG) та Pirelli.
Коли Італія вступила в Першу світову війну в травні 1915 року, Ферраріс був призваний лейтенантом до 1-го артилерійського полку. Загинув у битві при Монте-Маджіо 23 серпня 1915 року о 9:45 ранку від осколкового артилерійського снаряда, який миттєво вбив його. Був посмертно нагороджений медаллю «За військову доблесть».
1933 року на його честь нього було названо стадіон «Луїджі Фераріс» у Генуї.